# Hector Hodler
Hector Hodler (Ginevra, 1º ottobre 1887 – Leysin, 31 marzo 1920) è stato un giornalista ed esperantista svizzero.
Figlio del pittore Ferdinand Hodler, si avvicinò molto giovane all'Esperanto insieme a Edmond Privat, suo compagno di scuola, con cui fondò la rivista Juna Esperantisto. 
Scrisse anche articoli per Tra La Mondo nonché una traduzione del racconto Paolo e Virginia di Bernardin de Saint Pierre (1905).
Dall 1907 al 1920  diresse la rivista Esperanto di Paul Berthelot, uno dei giornali più importanti all'interno della comunità esperantista, firmando i suoi articoli.
A R. Hodler fondò, insieme ad altri esperantisti (tra cui Théophile Rousseau) l'Associazione Universale Esperanto (28 aprile 1908). Divenuto Direttore generale e Vicepresidente dell'UEA, ebbe tra i suoi collaboratori Eduard Stettler ed Edmond Privat.
Durante la prima guerra mondiale Hodler, insieme con l'allora segretario dell'UEA Hans Jakob organizzò la gestione di servizi rivolti a civili e prigionieri di guerra
Alla sua morte, lasciò in eredità all'UEA la rivista "Esperanto" e la propria biblioteca, che fu in seguito ribattezzata Biblioteca Hector Hodler ed è oggi una delle più ricche biblioteche di esperanto al mondo.

## Galleria d'immagini

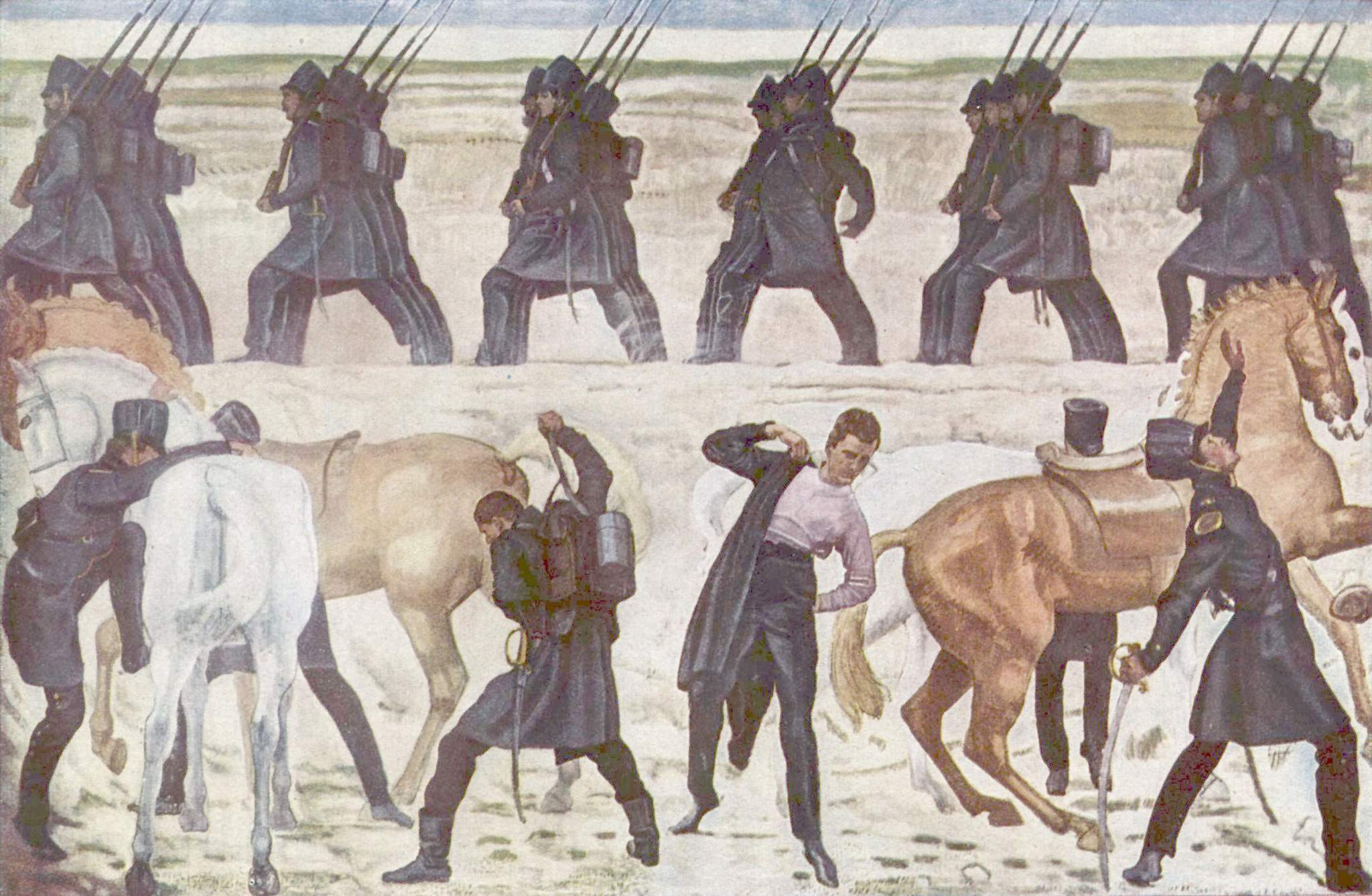
Hodler in un dipinto del padre
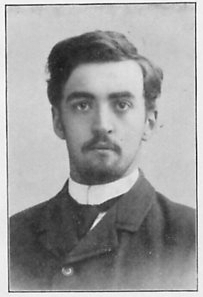
Hector Hodler nel 1906